# کارلووا، تارتو
کارلووا (به لاتین: Karlova) یکی از محله‌های شهر تارتو، استونی است. کارلووا ۲٫۳۰ کیلومتر مربع مساحت و ۸٬۸۵۶ نفر جمعیت دارد.

## نگارخانه

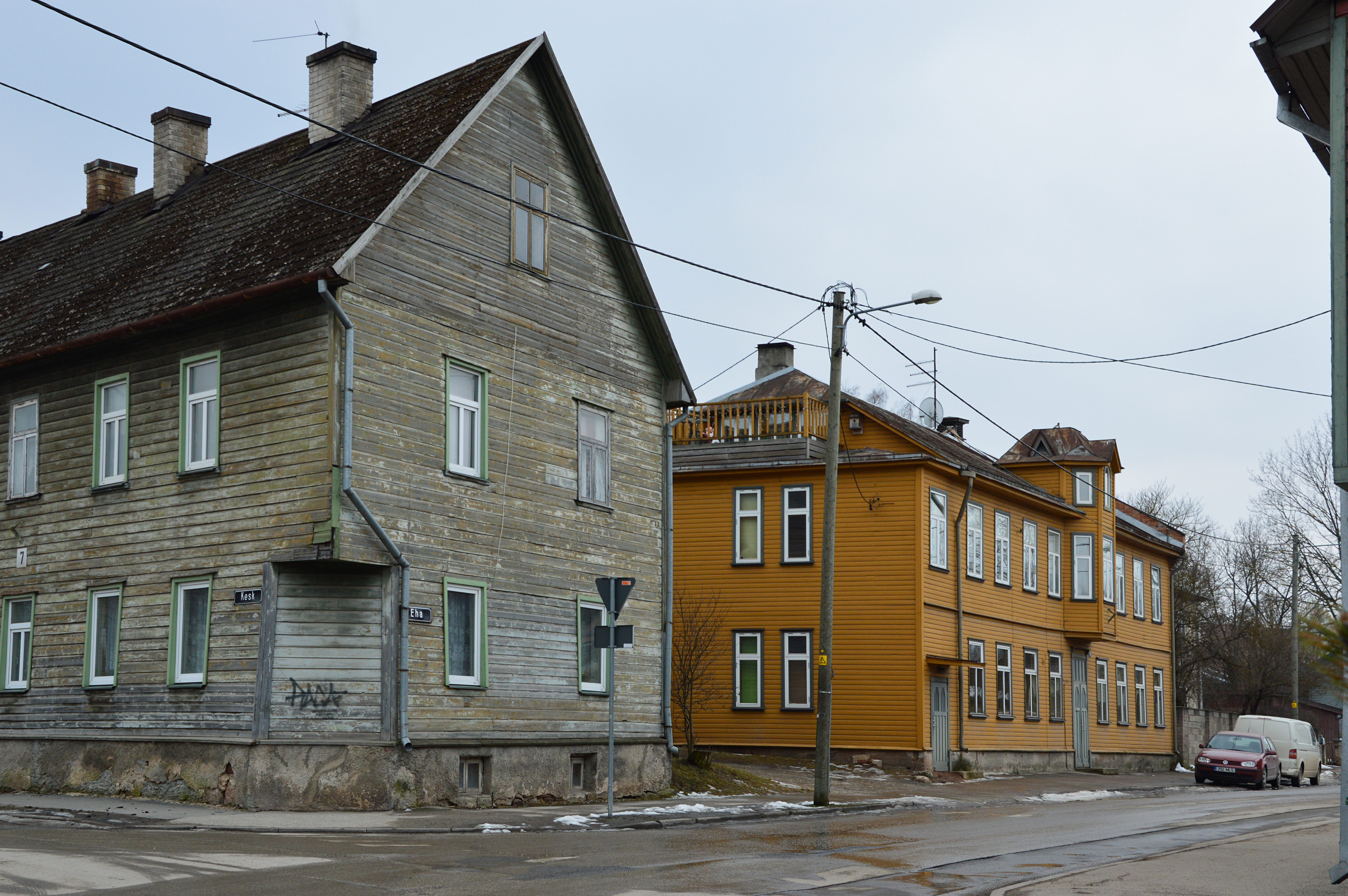
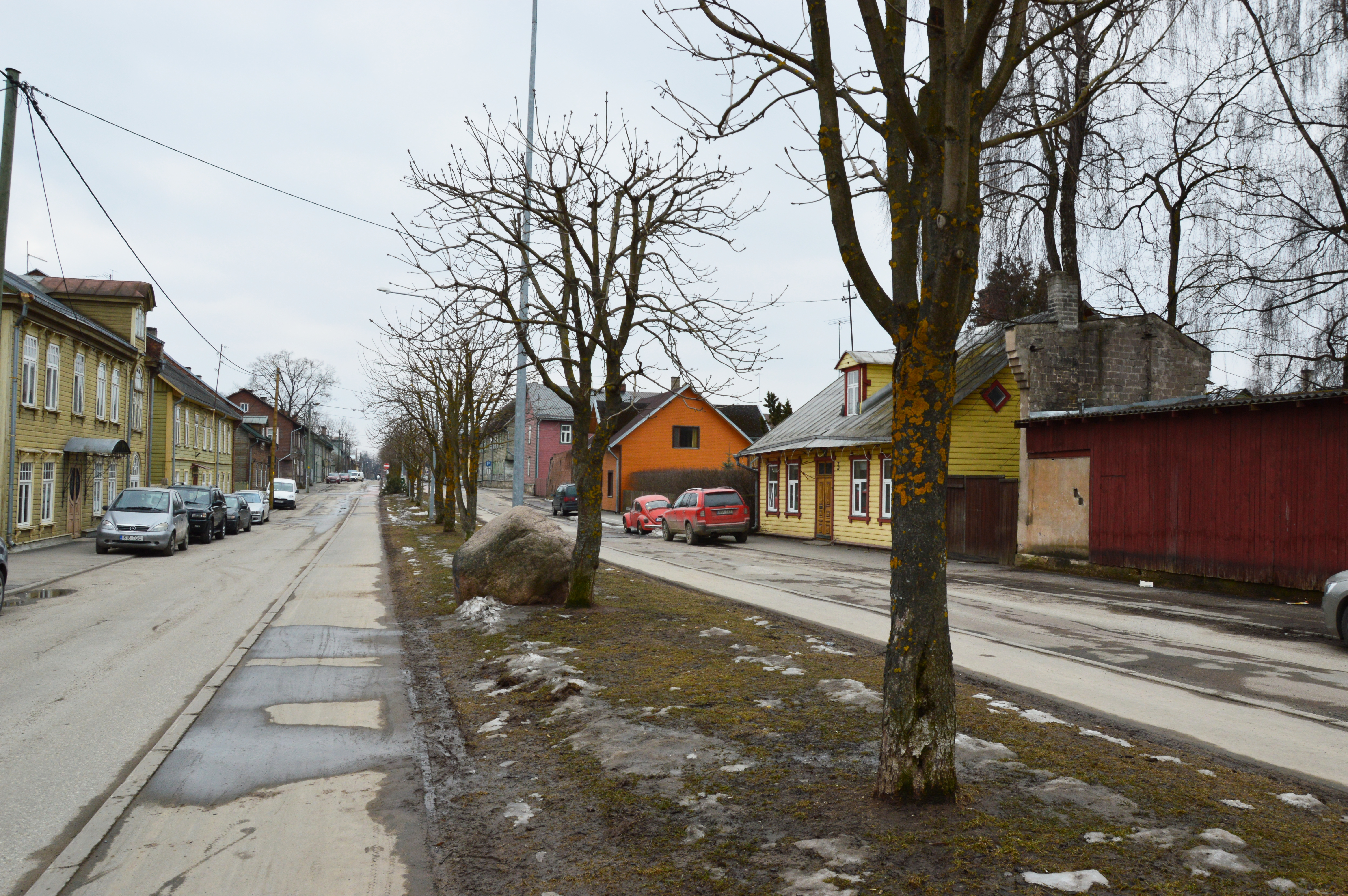
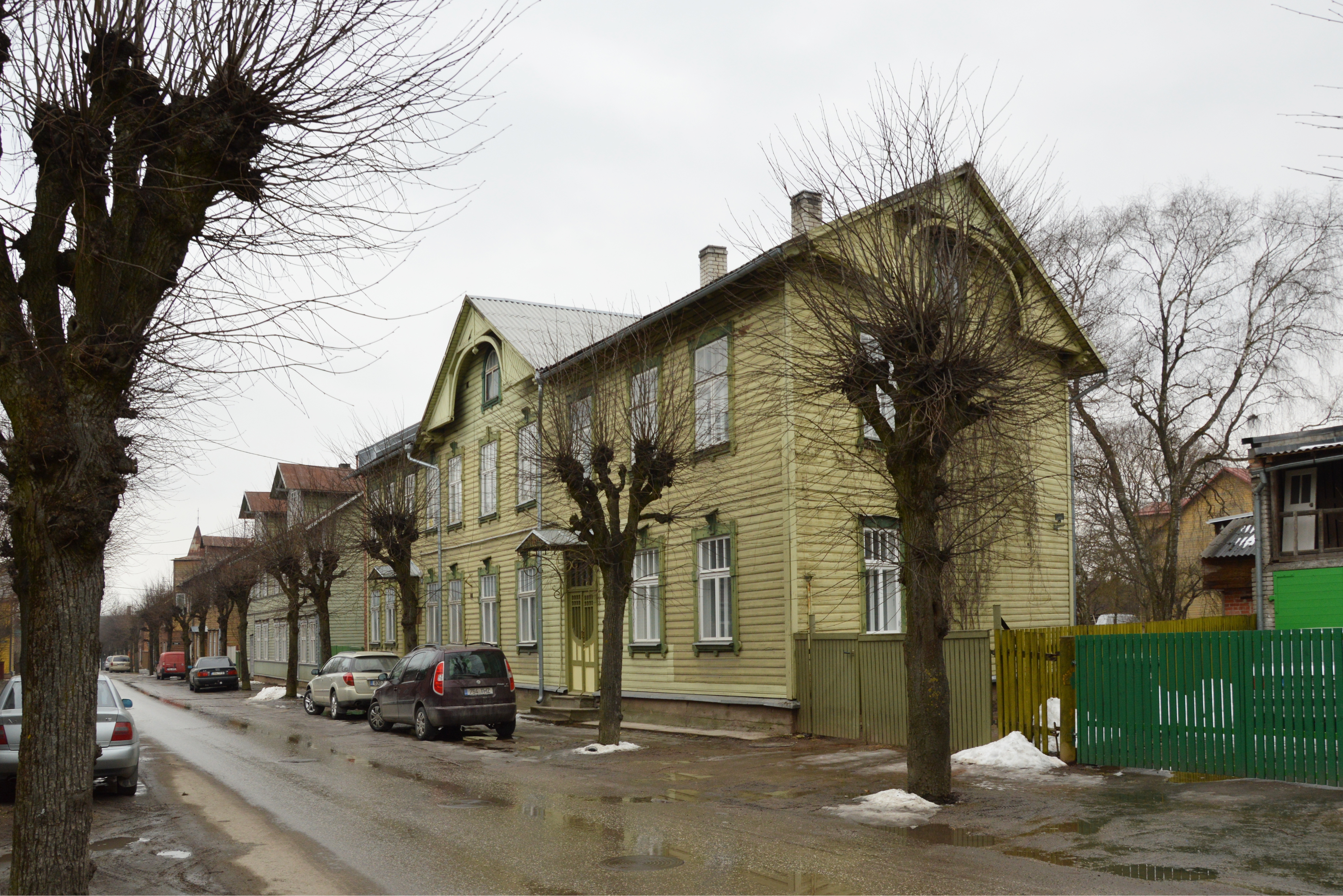
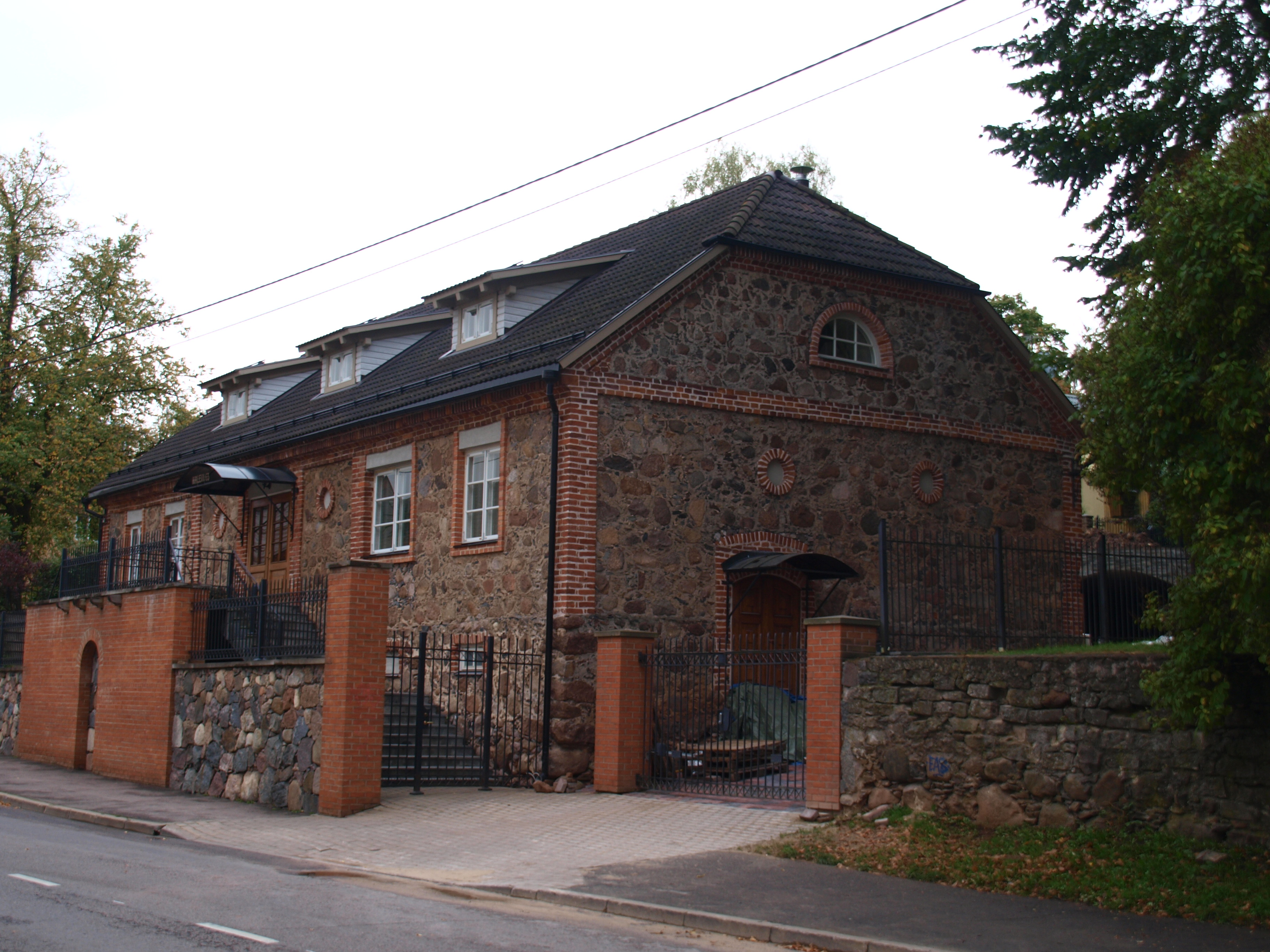
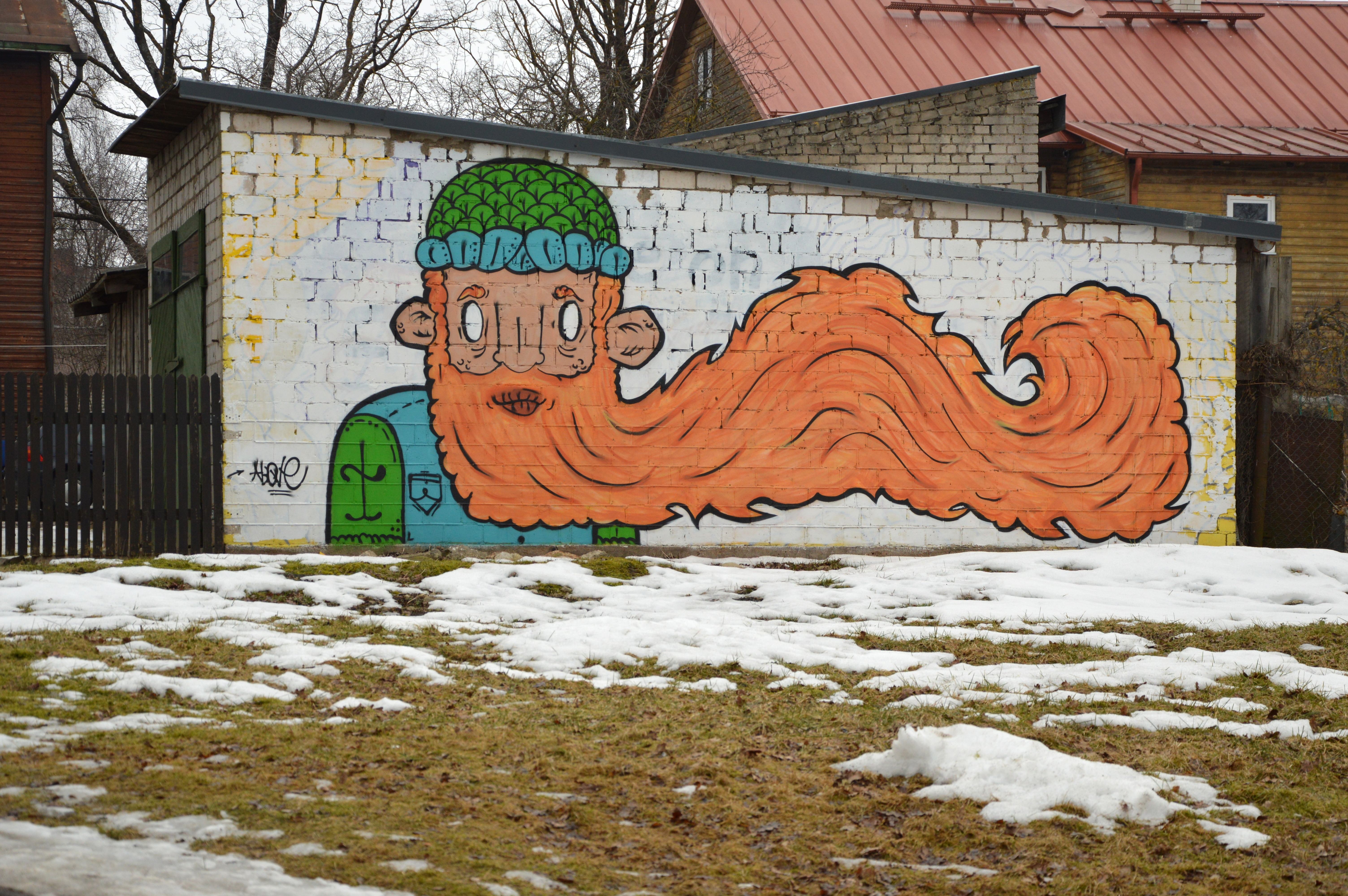